# Дебжно (гміна)
Гміна Дебжно (пол. Gmina Debrzno) — місько-сільська гміна у північній Польщі. Належить до Члуховського повіту Поморського воєводства.
Станом на 31 грудня 2011 у гміні проживало 9354 особи.

## Територія
Згідно з даними за 2007 рік площа гміни становила 224.17 км², у тому числі:
- орні землі: 65.00%
- ліси: 25.00%

Таким чином, площа гміни становить 14.24% площі повіту.

## Населення
Станом на 31 грудня 2011:
| Опис     | Загалом | Загалом | Чоловіки | Чоловіки | Жінки | Жінки |
| -------- | ------- | ------- | -------- | -------- | ----- | ----- |
| одиниця  | осіб    | %       | осіб     | %        | осіб  | %     |
| все      | 9354    | 100     | 4611     | 49.29    | 4743  | 50.71 |
| міське   | 5251    | 100     | 2574     | 49.02    | 2677  | 50.98 |
| сільське | 4103    | 100     | 2037     | 49.65    | 2066  | 50.35 |

## Сусідні гміни
Гміна Дебжно межує з такими гмінами: Камень-Краєнський, Ліпка, Оконек, Семпульно-Краєнське, Чарне, Члухув.